# Cité du Fleuve
Die Cité du Fleuve (Stadt des Flusses) ist eine in den 2010er Jahren entstandene Satellitenstadt von Kinshasa, der Hauptstadt der Demokratischen Republik Kongo. Sie liegt nordöstlich des Stadtzentrums am Ufer des Kongo.
Es handelt sich um ein geschlossenes Stadtviertel. In dem Gebiet befinden sich Wohngebäude, Parkplätze, Einkaufszentren, Büros und Konferenzräume. Der ursprüngliche Bebauungsplan sah 200 Hektar vor.

## Geschichte
Anfang 2008 wurde darüber nachgedacht, Inseln im Kongo-Fluss nahe Kinshasa aufzuschütten, um luxuriöse Appartements zu bauen. Nach geotechnischen, hydrologischen und marktwirtschaftlichen Studien wurde die Realisierbarkeit des Projekts bestätigt. Die Baukosten wurden auf eine Milliarde US-Dollar veranschlagt. Hinter dem Bauprojekt steht ein Unternehmen aus Sambia.
2009 begann die Aufschüttung des Erdreichs. Um 2016 war die erste Bauetappe im Nordwesten fertiggestellt und die ersten Gebäude wurden bezogen. Das Gebiet wurde in den Folgejahren weiter nach Osten und Süden hin erweitert.
Im Jahr 2019 kam es zu einer Überschwemmung, bei der Zweifel an der Konzeption der Satellitenstadt aufkamen und eine Verlegung erörtert wurde.